# Генрі Алан Глізон (старший)
Генрі Алан Глізон (Глісон) (англ. Henry Allan Gleason, 2 січня 1882—21 квітня 1975) — американський ботанік, біогеограф, еколог.
Найбільше відомий своїм подтвердженням індивідуалістичної концепції екологічної сукцесії.
Критик концепції дискретності рослинності. Уявлення Глізона, разом з уявленнями Л. Г. Раменського, склали основу сучасної парадигми про континуальність рослинного покрову.
Батько Генрі Алана Глізона (Глізона-молодшого, 1917—2007), американського лінгвіста.

## Науковий шлях
Навчався в Іллінойському університеті, стажувався і здобув ступінь доктора у Колумбійському університеті (1906).
Викладав у Іллінойському та Мічиганському університетах.
У 1918—1950 рр. — співробітник Нью-Йоркського ботанічного саду в Бронксі, у 1936—1938 рр. — його директор.
У 1920-х рр. займався, в основному, проблемами екології; починаючи з 1930-х перейшов на таксономію і став дуже значною особою у цьому розділі ботаніки, співпрацював з Артуром Кронквістом.

## Друковані праці
- англ. Gleason, Henry A. Some Unsolved Problems of the Prairies. Bulletin of the Torrey Botanical Club. 1909, 36(5): 265-271
- англ. Gleason, Henry A. An Isolated Prairie Grove and Its Phytogeographical Significance. // Botanical Gazette. 1912, 53(1): 38-49
- англ. Gleason, Henry A. and Frank C. Gates. A Comparison of the Rates of Evaporation in Certain Associations in Central Illinois. // Botanical Gazette. 1912, 53(6): 478-491
- англ. Gleason, Henry Allan. Studies on the West Indian Vernonicae, New York, 1913
- англ. Gleason, Henry A. The Structure and Development of the Plant Association. // Bulletin of the Torrey Botanical Club. 1917, 43: 463-481
- англ. Gleason Henry A. On the Relation between Species and Area // Ecology. 1922. 3(2): 158-162
- англ. Gleason, Henry A. The Vegetational History of the Middle West. //Annals of the Association of American Geographers. 1922, 12: 39-85
- англ. Gleason Henry A. Species and Area // Ecology. 1925. 6(1): 66-74
- англ. Gleason Henry A. The individualistic Concept of the Plant Association // Bulletin of the Torrey Botanical Club. 1926. 53: 7-26
- англ. Gleason, Henry A. Further Views on the Succession-Concept. // Ecology. 1927, 8(3): 299-326
- англ. Gleason, Henry A.. Is Sunusia an Association? // Ecology. 1936, 17(3): 444-451
- англ. Gleason H.A. The Individualistic Concept of the Plant Association // American Midland Naturalist. 1939. 21(1): 92-110
- англ. Gleason, Henry A. Delving into the History of American Ecology. // Bulletin of the Ecological Society of America. 1975. 56(4): 7-10